# Eulogio Sandoval
Eulogio Sandoval és un exfutbolista bolivià.

## Selecció de Bolívia
Va formar part de l'equip bolivià a la Copa del Món de 1950.